# 益子真由美
益子 真由美（ますこ まゆみ）は、日本の言語学者。理論言語学専攻。早稲田大学国際学術院教授。JACET賞（学術部門）受賞。

## 人物・経歴
国際基督教大学教養学部語学科英語学専攻卒業、教養学士。ケンブリッジ大学M.Phil.（言語学）。ケンブリッジ大学Ph.D.（言語学）。早稲田大学国際学術院教授。1998年JACET賞（学術部門）受賞。2009年ケンブリッジ大学ペンブルック・カレッジコンピュータ研究所客員研究員。

## 著作
- "English Vocabulary for Academic Purposes: Analysis of Data from the Physical and Social Sciences" Liber Press 1997年